# Artiom Konovalov
Artiom Konovalov (russisch Артём Коновалов/Artjom Konowalow; * 2. September 1990 in Kaliningrad, Russische SFSR) ist ein ehemaliger österreichischer Eishockeytorwart, der für den EC Red Bull Salzburg und EC Graz 99ers in der Österreichischen Eishockey-Liga aktiv war.

## Karriere
Konovalov kam bereits in jungen Jahren mit seinen Eltern nach Österreich und begann im Alter von sechs Jahren beim Klagenfurter Club EC KAC mit dem Eishockeyspielen. Im Jahr 2006 wechselte er nach Salzburg, wo er dank des dort in der Entwicklung befindlichen International Icehockey Development Model (kurz IIDM), das ein besonderes Augenmerk auf die Förderung junger Spieler legt, bessere Möglichkeiten für seine Ausbildung sah. In der Saison 2008/09 debütierte er in der zweithöchsten Spielklasse, der Nationalliga, und absolvierte dort insgesamt drei Einsätze im Farmteam des Clubs. Nur ein Jahr später kam er erstmals in der Bundesliga zum Einsatz: am 17. Januar 2010 absolvierte er ein Auswärtsspiel beim HK Jesenice, bei dem die Mannschaft jedoch mit 0:1 unterlag. 
Konovalov wurde 2011 von den Graz 99ers als Ersatzmann von Fabian Weinhandl unter Vertrag genommen, kam aber hauptsächlich beim Kapfenberger SV zum Einsatz. Nach der Saison 2012/13 beim Kitzbüheler EC beendete er seine Karriere.

## Erfolge und Auszeichnungen
- 2010 Österreichischer U-20-Meister mit dem EC Red Bull Salzburg

## Karrierestatistik

### Hauptrunde
| Saison  | Team                 | Liga         | GP | W | L  | T | MIP  | GA | GAA  | SVS | SVS%  | SO | G | A | PIM |
| ------- | -------------------- | ------------ | -- | - | -- | - | ---- | -- | ---- | --- | ----- | -- | - | - | --- |
| 2008–09 | EC Red Bull Salzburg | Nationalliga | 3  | 0 | 0  | 0 | 64   | 5  | 4.69 | 30  | 85.71 | 0  | 0 | 0 | 0   |
| 2009–10 | EC Red Bull Salzburg | EBEL         | 1  | 0 | 1  | 0 | 60   | 1  | 1.00 | 21  | 95.45 | 0  | 0 | 0 | 0   |
|         | EC Red Bull Salzburg | Nationalliga | 11 | 4 | 5  | 0 | 536  | 25 | 2.80 | 205 | 89.13 | 0  | 0 | 0 | 0   |
| 2010–11 | EC Red Bull Salzburg | EBEL         | 8  | 3 | 2  | 0 | 328  | 21 | 3.84 | 177 | 89.39 | 0  | 0 | 0 | 0   |
|         | EC Red Bull Salzburg | Nationalliga | 22 | 8 | 10 | 3 | 1178 | 66 | 3.36 | 537 | 89.05 | 2  | 0 | 0 | 2   |
| 2011–12 | EC Graz 99ers        | EBEL         |    |   |    |   |      |    |      |     |       |    |   |   |     |

### Play-offs
| Saison  | Team                 | Liga         | GP | W | L | T | MIP | GA | GAA  | SVS | SVS%  | SO | G | A | PIM |
| ------- | -------------------- | ------------ | -- | - | - | - | --- | -- | ---- | --- | ----- | -- | - | - | --- |
| 2009–10 | EC Red Bull Salzburg | Nationalliga | 4  | 1 | 3 | 0 | 229 | 14 | 3.67 | 110 | 88.71 | 0  | 0 | 0 | 0   |
| 2010–11 | EC Red Bull Salzburg | Nationalliga | 1  | 0 | 1 | 0 | 60  | 6  | 6.00 | 23  | 79.31 | 0  | 0 | 0 | 0   |

(Legende zur Torhüterstatistik: GP oder Sp = Spiele insgesamt; W oder S = Siege; L oder N = Niederlagen; T oder U oder OT = Unentschieden oder Overtime- bzw. Shootout-Niederlage; Min. = Minuten; SOG oder SaT = Schüsse aufs Tor; GA oder GT = Gegentore; SO = Shutouts; GAA oder GTS = Gegentorschnitt; Sv% oder SVS% = Fangquote; EN = Empty Net Goal; 1 Play-downs/Relegation; Kursiv: Statistik nicht vollständig)